# Корпусна структура в Україні
Після проголошення незалежності України в 1991 році, Збройні сили України успадкували декілька армій на своїй території: загальновійськових, танкових, повітряних, ППО. Невдовзі армії були скорочені до армійських корпусів, а протягом наступних десятиліть скорочувалися і корпуси.
Початок російсько-української війни в 2014 році Збройні сили зустріли з парою корпусів. Процес розформування продовжився, бо під час війни на Донбасі управління українськими військами було побудоване спершу через Сектори, а потім через Оперативно-тактичні угруповання. Із початком повномасштабного російського вторгнення цей спосіб управління масштабували — лінію фронту поділили за тимчасовими органами військового управління: оперативно-стратегічні угруповання військ (ОСУВ), оперативно-тактичні угруповання військ (ОТУВ), а іноді — менші тактичні групи (ТГ).
Перші спроби повернути корпуси почалися в 2023 році, а на початку 2025 року було піднято питання неефективності структури ОСУВ — ОТУВ, і почався перехід на корпусну структуру.

## Історія

### Перші визвольні змагання
Після відбиття поразки у першому протистоянні з більшовиками і тимчасової втрати значної частини території протверезілшення лідерів Центральної Ради, які нарешті зрозуміли необхідність мати власні регулярні збройні сили, а не народне ополчення, після повернення до Києва військове міністерство та генеральний штаб розробили план розгортання армії, згідно якого вона мала складатися з 16 піших дивізій (64 полки), зведених у 8 територіальних корпусів (І — Волинський, ІІ — Подільський, ІІІ — Херсонський, IV — Київський, V — Чернігівський, VI — Полтавський, VII — Харківський і VIII — Катеринославський), 4 кінних дивізій і 1 кінної бригади (18 полків).
17 квітня було призначено командирів корпусів. На середину жовтня 1918 р. планувалося провести перший призов новобранців, для чого почалося відновлення діяльності мережі місцевих органів військового управління на повітовому й губернському рівнях. Однак братися за практичну реалізацію намічених заходів довелося вже іншим людям, через Гетьманський переворот. На момент антигетьманського повстання та початку чергової агресії більшовицької московії були сформовані здебільшого лише кадри корпусів та їх частин.
УГА
У січні-лютому 1919 року війська УГА були реорганізовані за корпусною структурою, були сформовані I Галицький корпус, II Галицький корпус, III Галицький корпус, IV Галицький корпус та V Галицький корпус.

### Перші роки незалежності
На момент створення Збройних сил України в грудні 1991 року єдиним армійським корпусом в їх складі був 32-й армійський корпус Одеського військового округу (2003 року був перетворений на командування військ берегової оборони). В першій половині 1990-х на додачу до нього шляхом скорочення загальновійськових та танкових армій з'явились наступні армійські корпуси, які впродовж 2000-х також були розформовані чи трансформовані:
- 1-й армійський корпус (Чернігів) — 1996 року був трансформований в Північне оперативно-територіальне командування;
- 6-й армійський корпус (Дніпро) — 2013 року був трансформований в оперативне командування «Південь»;[3]
- 8-й армійський корпус (Житомир) — 2005 року став Корпусом об'єднаних сил швидкого реагування,[3] розформований у 2015 році;[4]
- 13-й армійський корпус (Рівне) — 2013 року був трансформований в оперативне командування «Північ»;[3]
- 38-й армійський корпус (Івано-Франківськ) — розформований в 2003 році.[3]

Після ліквідації корпусів і дивізій найбільшим автономним тактичним формуванням українських військ стали бригади.

### Російсько-українська війна
В ході війни на сході України розпочалось формування Корпусу резерву, однак повноцінно корпусну структуру не відновили. Натомість було створено тимчасові органи управління — Сектори, а пізніше — Оперативно-тактичні угруповання.
Ситуація не змінилася і з переформатуванням АТО в Операцію об'єднаних сил.

### Російське повномасштабне вторгнення
Структура тимчасових оперативних управлінь залишилась і під час повномасштабного вторгнення. Цей підхід розвинувся — з'явилися тимчасові органи оперативно-тактичних та оперативно-стратегічних угруповань військ (ОТУВ і ОСУВ відповідно).
У березні 2023 року Головнокомандувач ЗСУ Валерій Залужний повідомив, що надана західна військова техніка надійде до трьох новостворених армійських корпусів. Початково було передбачено, що ці підрозділи мали бути основою анонсованого українського контрнаступу й що кожен із них матиме по 20 тисяч осіб, озброєних і навчених за стандартами НАТО та складатиметься з шести бригад. Про існування безпосередньо 9-го та 10-го армійських корпусів відомо щонайменше з червня 2023 року, обидва корпуси вели бойові дії в ході контрнаступу. Крім того, в травні 2023 року було оголошено про створення 30-го корпусу морської піхоти, а в січні 2024 року десантно-штурмові підрозділи об'єднано в 7-й десантно-штурмовий корпус. На кінець 2024 року в складі ЗСУ існували такі корпуси:
- 7-й десантно-штурмовий корпус;
- 9-й армійський корпус;
- 10-й армійський корпус;
- 11-й армійський корпус (колишній Корпус резерву);
- 30-й корпус морської піхоти.

Однак ці корпуси виконували здебільшого адміністративні функції, оскільки могли містити бригади, що перебували на різних ділянках фронту. Бригади корпусу могли бути в різних ОТУ, натомість командування корпусу могло керувати не своїм набором підрозділів. Військовий аналітик і керівник фонду «Повернись живим» Тарас Чмут стверджував: «Замість того, щоб командувач Морської піхоти застосував тільки її на своїй ділянці, зараз все зводиться до того, що в нього є декілька бригад ТРО, кілька механізованих бригад, якийсь танковий батальйон, якийсь дивізіон Сухопутних військ, десантно-штурмова бригада, ще щось. Але не свій набір військ.»
Структура тимчасових оперативних управлінь залишалася аж до 2025 року, зазнававши критики через плинність офіцерів на посадах, відсутність сталого підпорядкування підрозділів і, як наслідок, неефективне управління військами.
Джерела Укрінформ з листопада 2024 року повідомляли про майбутній повний перехід на корпусну структуру, а 3 лютого 2025 року Головнокомандувач ЗСУ Олександр Сирський повідомив, що військове командування розпочало перехід на корпусну структуру управління військами. Ця реформа мала на меті створення близько 20 повноцінних корпусів у складі ЗСУ та, ймовірно, усування малоефективного підходу з оперативними угрупованнями військ. Основою майбутніх корпусів мали стати ефективні бойові бригади, як 3 ОШБр, 92 ОШБр, 12 БрСпП «Азов», 13 БрОпП «Хартія». Станом на початок липня 2025 року відомо про формування таких корпусів нового зразка:
- 1-й корпус НГУ «Азов»;
- 2-й корпус НГУ «Хартія»;
- 3-й армійський корпус;
- 7-й корпус десантно-штурмових військ;[16]
- 8-й корпус десантно-штурмових військ;
- 9-й армійський корпус;[17]
- 10-й армійський корпус;[18]
- 11-й армійський корпус;[19]
- 12-й армійський корпус;
- 14-й армійський корпус;[20]
- 15-й армійський корпус;
- 16-й армійський корпус;
- 17-й армійський корпус;
- 18-й армійський корпус;
- 19-й армійський корпус;
- 20-й армійський корпус;
- 21-й армійський корпус;
- 30-й корпус морської піхоти